# آر تي (شبكة تلفاز)
آر تي المعروفة سابقاً باسم روسيا اليوم أو روسيا توداي، هي شبكة إخبارية حكومية تلفزيونية عالمية متعددة اللغات فازت بالعديد من الجوائز العالمية، مقرها في الاتحاد الروسي تديرها وكالة أنباء نوفوستي وتشمل على مدار الساعة نشرات الأخبار وبرامج ثائقية وبرامج حوارية ومناقشات وأخبار رياضية وبرامج ثقافية ممتعة، تهدف إلى نشر وجهة نظر روسيا والعالم متعدد الأقطاب من الأحداث وتسعى لمنافسة القنوات الإخبارية المهنية الدولية وتبث عبر الأقمار الصناعية وشركات الكابل في أجزاء عدة حول العالم. بالإضافة إلى البث باللغة الإنجليزية، كما أنها تبث باللغة العربية تحت مسمى «RT Arabic» وبالإسبانية وغيرها، وتبث في كندا وأمريكا. مقرها الرئيسي في موسكو، واستوديو في واشنطن عاصمة أمريكا، ولها أيضا مكاتب في ميامي ولوس أنجلوس بالولايات المتحدة، وفي لندن بالمملكة المتحدة، وفي باريس بفرنسا، وفي نيودلهي بالهند وفي تل أبيب بإسرائيل وفي دمشق بسوريا.
وصف الغرب قناة آر تي بشكل متكرر بأنها منفذ للدعاية للحكومة الروسية وسياستها الخارجية. تم اتهام آر تي أيضًا بنشر معلومات مضللة عن طريق مراسلي الأخبار. قالت هيئة أوفكوم في المملكة المتحدة أنها وجدت مرارًا وتكرارًا أن آر تي قد انتهكت قواعد النزاهة، وفي إحدى المناسبات اتهمتها أنها بثت محتوى «مضللًا» علماً بأن الإعلام الذي لا تتناسب وجهات نظره مع وجهات نظر الغرب يتم اتهامه بالتضليل دائماً فالغرب يجد أنه من المسموح له إبداء وجهات نظره عن طريق إعلامه ولكن الأمر ممنوع على غيره (ازدواجية المعايير). في سبتمبر 2017، تم طلب تسجيل آر تي أميركا كـ «وكيل أجنبي» لدى وزارة العدل الأمريكية بموجب قانون تسجيل الوكلاء الأجانب. بموجب القانون، سوف يتوجب على آر تي الكشف عن المعلومات المالية الخاصة بها.

## شبكة
| قناة            | وصف                                                                                  | لغة      | بدء في عام | موقع                         |
| --------------- | ------------------------------------------------------------------------------------ | -------- | ---------- | ---------------------------- |
| آر تي الدولية   | القناة الأخبارية الرئيسية للشبكة                                                     | English  | 2005       | rt.com                       |
| آر تي أمريكا    | تبث حاليا فقط في فترة ما بعد الظهر والمساء. ومقرها في واشنطن                         | إنجليزية | 2010       | rt.com/on-air/rt-america-air |
| RT Arabic       | هي ناطقة باللغة العربية.                                                             | عربية    | May 2007   | arabic.rt.com                |
| آر تي الأسبانية | مقرها في موسكو لكنها تعتمد بشدة على استوديوهاتها في ميامي ولوس انجليس وبوينس آيرس.   | أسبانية  | 2009       | actualidad.rt.com            |
| آر تي الوثائقي  | 24-تبث على مدار 24 ساعة أفلام وثائقية.                                               | إنجليزية | June 2011  | rtd.rt.com/on-air/           |
| آر تي فرنسا     | تم إطلاق القناة في 18 ديسمبر 2017، بثت في فرنسا وبلجيكا وكندا والبحر الأبيض المتوسط. | فرنسية   |            |                              |